# XV (東方神起のアルバム)
『XV』（エックスブイ）は、東方神起の日本での10枚目のオリジナル・アルバムである。2019年10月16日にavex traxから発売された。

## 概要
前作『TOMORROW』以来約1年1か月ぶりのリリースで、日本デビュー15周年を記念したオリジナル・アルバム。「CD+DVD+豪華フォトブックレット（初回生産限定盤）」「CD+Blu-ray Disc+豪華フォトブックレット（初回生産限定盤）」「通常盤」「CD+DVD+スマプラミュージック&ムービー（Bigeastオフィシャルショップ限定商品）」のほか、ファンへの感謝の気持ちを表した「GIFT盤」（2種）の計6形態でリリースされた。
本作についてユンホは「前作に比べて、歌詞には年齢を重ねた部分が出ていて、男の気持ちがより出ていると思う。全体的には力を抜いて歌っているけど、曲によっては新しい歌い方にも挑戦した。」「東方神起はア・カペラでも歌えるコーラスダンスグループだから、今回はコーラスに注目して欲しい。」、チャンミンは「食べ物に例えると、1つ1つの準備に時間と手間がかかっているビビンパみたいなアルバム。味は誰が食べても美味しいと思うもの。そういうアルバムになっていると思う。」と語っている。前作『TOMORROW』以降にシングルとして発売された「Jealous」「Hot Hot Hot」「ミラーズ」のほか、新曲12曲を含む全15曲が収録されている。なお、46thシングル『Jealous』のカップリング曲である「大好きだった」は未収録となった。
11月9日に福岡ヤフオク!ドームを皮切りに、自身4度目のドームツアー「東方神起 LIVE TOUR 2019 〜XV〜」がスタート。

## 発売形態
初回限定盤（CD+DVD+スマプラミュージック＆ムービー / CD+Blu-ray+スマプラミュージック＆ムービー）
- 品番 : AVCK-79623/B（CD+DVD+豪華フォトブックレット）、AVCK-79624/B（CD+Blu-ray Disc+豪華フォトブックレット）
- 3面折りのメモリアルパッケージ仕様で、フォトブックレット付。
- DVDとBlu-rayにはミュージック・ビデオとオフショット映像が収録されている。
- 封入特典：ジャケットサイズカード（6種から1枚ランダムで封入）、ポイント獲得シリアル（10pt）

GIFT盤（CD+スマプラミュージック）
- 品番 : AVCK-79625（ジャケットA）、AVCK-79626（ジャケットB）
- LPサイズのGIFTパッケージ仕様。
- ポイント獲得シリアル（5pt）

通常盤（CD+スマプラミュージック）
- 品番 : AVCK-79627
- 封入特典：ジャケットサイズカード（6種から1枚ランダムで封入）、ポイント獲得シリアル（5pt）

Bigeastオフィシャルショップ限定商品（CD+DVD+スマプラミュージック&ムービー）
- 品番 : AVC1-79628/B
- 数量限定商品。
- DVDには2018年の「a-nation 2018 supported by dTV & dTVチャンネル」からのライブ映像が収録されている。
- 封入特典：ジャケットサイズカード（6種から1枚ランダムで封入）、ポイント獲得シリアル（5pt）

## チャート成績
本作は、初週売上15.5万枚を記録し、10月28日付のオリコン週間アルバムランキングで前作に次ぐ通算8作目の1位を獲得。本作の首位獲得により、「海外アーティストによるアルバム通算1位獲得作品数」でBoAを抜いて1位となった。
10月28日付のBillboard Japan Hot AlbumsとBillboard Japan Top Albums Salesでは、初週16万872枚の売上を記録して1位を獲得。また、ダウンロードでは3,092DLの売上を記録し4位を獲得した。

## 収録曲
| #         | タイトル                | 作詞        | 作曲                                                                         | 時間  |
| --------- | ----------------------- | ----------- | ---------------------------------------------------------------------------- | ----- |
| 1.        | 「Hello」               | H.U.B.      | Hi-yunk                                                                      | 4:03  |
| 2.        | 「Manipulate」          | Kelly       | Matthew Tishler Elizabeth Russo Kara Madden                                  | 2:58  |
| 3.        | 「Hot Sauce」           | Kelly       | Ryosuke "Dr.R" Sakai Elizabeth Abrams Lola Blanc Brandon Wollman             | 2:39  |
| 4.        | 「Six in the morning」  | Kelly       | Jonas Jeberg Neil Ormandy Dillon Deskin                                      | 2:53  |
| 5.        | 「Hot Hot Hot」         | Kelly       | Chris Wahle Didrik Thott Chris Meyer                                         | 3:40  |
| 6.        | 「Master」              | Kelly       | Bleu Mats Valentin                                                           | 3:51  |
| 7.        | 「目隠し」              | 中村月子    | Hi-yunk                                                                      | 4:03  |
| 8.        | 「Everyday」            | H.U.B.      | Willie Weeks Kyler Niko                                                      | 3:30  |
| 9.        | 「ホタルの涙」          | やまだ麻実  | やまだ麻実                                                                   | 4:06  |
| 10.       | 「Crimson Saga」        | H.U.B.      | Benny Jansson Jonathan Bratthall-Tideman                                     | 4:06  |
| 11.       | 「Guilty」              | Kelly Mhiro | UTA Sunny Boy                                                                | 3:54  |
| 12.       | 「ミラーズ」            | 中村月子    | Hi-yunk                                                                      | 4:08  |
| 13.       | 「Jealous」             | H.U.B.      | Chris Wahle Didrik Thott Chris Meyer                                         | 3:20  |
| 14.       | 「雪降る夜のバラード」  | 山本加津彦  | 山本加津彦                                                                   | 5:44  |
| 15.       | 「Pay it forward」      | H.U.B.      | Steve Manovski Craig Smart Shaun Smith Casey May Jenson David Aubrey Vaughan | 3:06  |
| 16.       | 「Truth」(隠しトラック) | H.U.B.      | Thomas Troelson Jacob Littrell                                               | 2:57  |
| 合計時間: | 合計時間:               | 合計時間:   | 合計時間:                                                                    | 58:58 |

| #   | タイトル                                                           | 作詞 | 作曲・編曲 | 監督         |
| --- | ------------------------------------------------------------------ | ---- | ---------- | ------------ |
| 1.  | 「Jealous」(Video Clip)                                            |      |            | 須永秀明     |
| 2.  | 「Hot Hot Hot」(Video Clip)                                        |      |            | 大久保拓朗   |
| 3.  | 「Guilty」(Video Clip)                                             |      |            | Tetsuo Inoue |
| 4.  | 「Jealous」(Jacket Off Shot Movie)                                 |      |            | 田上健太     |
| 5.  | 「Jealous」(Video Clip Off Shot Movie)                             |      |            | 田上健太     |
| 6.  | 「Hot Hot Hot」(Jacket Off Shot Movie)                             |      |            | 田上健太     |
| 7.  | 「Hot Hot Hot」(Video Clip Off Shot Movie)                         |      |            | 田上健太     |
| 8.  | 「XV」(Jacket Off Shot Movie)                                      |      |            | 田上健太     |
| 9.  | 「Guilty」(Video Clip Off Shot Movie)                              |      |            | 田上健太     |
| 10. | 「a-nation 2018 supported by dTV & dTVチャンネル」(Off Shot Movie) |      |            | 田上健太     |

| #         | タイトル                                                                       | 作詞  | 作曲・編曲 |
| --------- | ------------------------------------------------------------------------------ | ----- | ---------- |
| 1.        | 「Reboot」(a-nation 2018 supported by dTV & dTVチャンネル)                     |       |            |
| 2.        | 「ANDROID」(a-nation 2018 supported by dTV & dTVチャンネル)                    |       |            |
| 3.        | 「Superstar」(a-nation 2018 supported by dTV & dTVチャンネル)                  |       |            |
| 4.        | 「Road」(a-nation 2018 supported by dTV & dTVチャンネル)                       |       |            |
| 5.        | 「Bolero」(a-nation 2018 supported by dTV & dTVチャンネル)                     |       |            |
| 6.        | 「Purple Line」(a-nation 2018 supported by dTV & dTVチャンネル)                |       |            |
| 7.        | 「Why? (Keep Your Head Down)」(a-nation 2018 supported by dTV & dTVチャンネル) |       |            |
| 8.        | 「ウィーアー!」(a-nation 2018 supported by dTV & dTVチャンネル)                |       |            |
| 9.        | 「OCEAN」(a-nation 2018 supported by dTV & dTVチャンネル)                      |       |            |
| 10.       | 「Summer Dream」(a-nation 2018 supported by dTV & dTVチャンネル)               |       |            |
| 11.       | 「Somebody To Love」(a-nation 2018 supported by dTV & dTVチャンネル)           |       |            |
| 合計時間: | 合計時間:                                                                      | 50:00 |            |

## 曲の解説
シングル収録曲の詳細は、各項目を参照。
1. Hello
第35回東日本女子駅伝競走大会 テーマソング[20]。
2. Manipulate
3. Hot Sauce
10月23日にYouTubeの公式チャンネル上で、ミュージック・ビデオがサプライズ公開された[21]。ミュージック・ビデオは、「ANDROID」以来の韓国のスタッフで撮影されたもので、ロボットアームが使用されている[14]。
4. Six in the morning
午前6時の都会の情景と大人同士の恋愛模様を描いた楽曲[1]。
5. Hot Hot Hot
47thシングル『Hot Hot Hot/ミラーズ』の1曲目。
6. Master
1980年代のテクノポップを彷彿させる楽曲で、メンバーはこの楽曲をお気に入りとして挙げている[22]。
歌詞に登場する「Faker killed the master」というフレーズについて、チャンミンは「最近フェイクニュースが多い。そういう社会的なこともテーマにしてるけど、僕は人にはいろんな面があるという感じに解釈した。」とコメントしている[22]。
7. 目隠し
心に秘めたエロスを歌った楽曲[22]。
8. Everyday
ミディアム・チューンで、間奏にはユンホの提案によりセリフが入っている[14]。
チャンミンは「アルバムの中で最も甘い曲。」「歌詞の内容を含めて居心地いいと思わせる曲で、アルバムの中で結構お気に入りの曲」とコメントしている[14]。
9. ホタルの涙
夏の原風景を彷彿させるラブ・バラード。チャンミンは、「聞くだけで曲のストーリーが、頭に浮かんでくる。」「基本的にダンス・ミュージックが多い中で、良いアクセントになっていると思うし、個人的にも大切に感じられる。」とコメントしている[22]。
10. Crimson Saga
タイトルは「赤の伝説」という意味。プログレッシブ・ロックと交響曲の要素を組み合わせた楽曲で、東京混声合唱団が参加している[22]。
11. Guilty
2019年10月12日に放送されたフジテレビ系『MUSIC FAIR』でテレビ初披露となった[23]。
12. ミラーズ
47thシングル『Hot Hot Hot/ミラーズ』の2曲目。
13. Jealous
46thシングル。
14. 雪降る夜のバラード
ユンホは、「お互いの声の個性が出ていながらも、しっかりと溶け合ってる。」とコメントしている[22]。
15. Pay it forward
タイトルは「恩送り」という意味を持つ英語で、15年間のファンへの感謝の気持ちを歌った楽曲となっている[22]。ユンホは「みんなを動かすことが僕の道だという思いを込めて歌った。」「歌詞も雰囲気も良くて、ライブで歌うと感動を呼ぶ曲になっているんじゃないかと思う。」とコメントしている[14]。
16. Truth
隠しトラックで、2018年に韓国で発売されたスペシャル・アルバム『NEW CHAPTER ＃2 : THE TRUTH OF LOVE』のタイトル曲の日本語バージョン。
東方神起のアルバムに隠しトラックが収録されたのは、4thアルバム『The Secret Code』に収録の「9096」以来となる。